# Богомол, Олег Викторович
Олег Викторович Богомол (22 июля 1976, Херсон) — украинский футболист, полузащитник и нападающий, тренер.

## Биография
Начал взрослую карьеру летом 1994 года в любительском клубе «Пищевик» (Белозёрка), в его составе провёл один матч в Кубке Украины. В сентябре 1994 года перешёл в клуб второй лиги херсонский «Водник» (позднее — «Таврия», «Кристалл», ФК «Херсон»). В клубе из Херсона провёл шесть неполных сезонов, сыграв более 150 матчей во второй лиге.
В начале 2000 года был приглашён в симферопольскую «Таврию», игравшую в высшей лиге. Дебютный матч за клуб сыграл в рамках Кубка Украины 11 марта 2000 года против клуба «Явор-Сумы», а спустя неделю, 18 марта в игре против «Ворсклы» сыграл свой первый матч в высшей лиге. Всего за полсезона сыграл за «Таврию» 9 матчей в высшей лиге и две игры в Кубке страны. После ухода из симферопольского клуба полгода выступал во второй лиге за «Титан» (Армянск), а следующие полгода играл на любительском уровне.
Летом 2001 года перешёл в эстонский клуб «Левадия» (Маарду). Сначала провёл два матча в первой лиге за фарм-клуб — «Левадию» из Пярну. В сентябре 2001 года был переведён в основную команду и 15 сентября дебютировал в высшем дивизионе в матче против «Курессааре», заменив на 67-й минуте Индро Олуметса. С «Левадией» стал бронзовым призёром чемпионата и обладателем Суперкубка Эстонии 2001 года. На старте сезона 2002 года сыграл ещё 3 матча за клуб, после чего покинул Эстонию. Всего провёл 11 матчей в высшем дивизионе Эстонии.
После возвращения на родину полтора года выступал в любительском чемпионате Украины за «КЗЭСО» (Каховка). В начале 2004 года перешёл в «Подолье» (Хмельницкий), с которым вышел из второй лиги в первую. В начале 2005 года перешёл в «Крымтеплицу» из второй лиги, провёл в клубе полсезона и завершил профессиональную карьеру. Затем несколько лет выступал за любительские клубы в чемпионатах Херсонской и Николаевской областей. В 2007 году вошёл в символическую сборную чемпионата Херсонской области.
В 2010—2012 годах тренировал любительский клуб «Темп» (Никольское). Также работал тренером в ДЮСШ «Херсон». Выступал в соревнованиях ветеранов.

## Достижения
- Бронзовый призёр чемпионата Эстонии: 2001
- Обладатель Суперкубка Эстонии: 2001